# チャチェルスク
チャチェルスク（ベラルーシ語: Чачэрск）はベラルーシ・ホメリ州チャチェルスク地区(ru)の市（Горад / ホラド）である。また同地区の行政中心地(ru)である。市域はチェルノブイリ原子力発電所事故によって重度に汚染された地域にある。

## 地理
ホメリから北に67kmの距離にあり、郊外ではチャチョラ川(ru)がソジ川へ流入している。

## 歴史
年代記において、チャチェルスクは12世紀からその名が知られている。現在のチャチェルスクは、明らかに、中世のチャチェルスクの都市構造を土台として成立している。中世のチャチェルスクは、14世紀半ばにリトアニア大公国に併合されるまではチェルニゴフ公国の一部だった。
1772年まで、チャチェルスクはポーランド・リトアニア共和国に属していたが、同年の第1次ポーランド分割により帝政ロシアの一部となった。
ロシア女皇エカテリーナ2世は、チャチェルスクを総督府司令官ザハール・チェルヌィショールに与えた。その後、街は急速に発展した。チェルヌィショールとその相続人によって、石造りのラトゥシャ(ru)（18 - 19世紀前半の市役所）、3つの教会（Церковь）、コスチョール(ru)（Костёл：カトリック寺院）、クレポストノイ・テアトル(ru)（農奴が俳優となって演じる貴族のための劇場）、ガラス工場、蒸留酒製造所などが造られ、チャチェルスクは擬古的な趣の街へと再建された。
近代・現代

## 史跡・ゆかりの著名人
史跡
- チャチェルスク城(be)
- チャチェルスク・ラトゥシャ(be)

著名人
- ヤーコフ・アグラーノフ ：ソヴィエト連邦の政治家。内務人民委員部。